# Miturga
Miturga és un gènere d'aranyes araneomorfes de la família dels família dels mitúrgids (Miturgidae). Fou descrit per primera vegada l'any 1870 per T. Thorell.

## Taxonomia
Segons el World Spider Catalog amb data del 2018, Miturga te reconegudes les següents 17 espècies, totes d'Austràlia:
- Miturga agelenina Simon, 1909
- Miturga albopunctata  Hickman, 1930
- Miturga annulipes  (Lucas, 1844)
- Miturga australiensis  (L. Koch, 1873)
- Miturga catograpta  Simon, 1909
- Miturga fagei  Kolosváry, 1934
- Miturga ferina  Simon, 1909
- Miturga gilva  L. Koch, 1872
- Miturga impedita  Simon, 1909
- Miturga lineata  Thorell, 1870
- Miturga necator  (Walckenaer, 1837)
- Miturga occidentalis  Simon, 1909
- Miturga parva  Hogg, 1914
- Miturga severa  Simon, 1909
- Miturga splendens  Hickman, 1930
- Miturga thorelli  Simon, 1909
- Miturga whistleri  Simon, 1909